# Psychotria gundlachii
Psychotria gundlachii är en måreväxtart som beskrevs av Ignatz Urban. Psychotria gundlachii ingår i släktet Psychotria och familjen måreväxter. Inga underarter finns listade i Catalogue of Life.